# Mikajel Nalbandjan
Mikajel Nalbandjan (arménsky: Միքայել Նալբանդյան, (2. listopadujul./ 14. listopadu 1829greg., Rostov na Donu – 31. březnajul./ 12. dubna 1866greg., Kamyšin) byl arménský filozof, revoluční demokrat, utopický socialista a osvícenec, básník a publicista. Za svou revoluční činnost, za šíření zakázaných londýnských (Gercenových) výtisků byl Nalbandjan uvězněn v Petropavlovské pevnosti a potom zemřel ve vyhnanství.

## Názory
Mikajel Nalbandjan se domníval, že jedině ruská rolnická protifeudální revoluce přinese arménskému národu národní a sociální osvobození. Pod vlivem revolučních myšlenek Gercenových a Černyševskoho se stal přesvědčeným a aktivním činitelem všeruského revolučně demokratického hnutí.
Nalbandjan kritizoval německou idealistickou filozofii a v práci Hegel a jeho doba poukazoval na jeho nedůslednost. Psal:
| „                                       | Философия, если она метод и систему своего учения рассматривает как абсолютно непререкаемые и неизменные, такая философия, если даже она проповедует свободу, уже становится врагом свободы, выносит сама себе смертный приговор. | Jestliže filosofie chápe metodu a systém svého učení jako absolutně správné a neměnné, pak i tehdy, když právě hlásá svobodu, stává se již nepřítelem svobody, vynáší sama nad sebou rozsudek smrti. | “ |
| — Mikajel Nalbandjan, Hegel a jeho doba | | |   |

Nalbandjan vystoupil proti abstraktní spekulativní filozofii, odtržené od života. Filozofie je pro něho nástrojem osvobození pracujících.

## Dílo
- НАЛБАНДЯН, М. Л., 1954. Избранные философские и общественно-политические произведения. Moskva: [s.n.]. (rusky)